# Mateu Rifà i Planas
Mateu Rifà i Planas (Sabadell, 1879-1951) va ser un compositor i professor de música català.
Després d'estudiar música amb Enric Morera, va ser professor i subdirector del Conservatori de Sabadell, on entre d'altres deixebles tinguá a na Glòria Vila-Puig Codina. Com a compositor va escriure obres corals –com Dansa de les fades–, sardanes, música religiosa i de cambra. Com a intèrpret, va formar part de l'orquestra Els Muixins. Va dirigir la Banda de Música de Sabadell durant la postguerra.